# 米耶尔 (洛特省)
米耶尔（法語：Miers）是法国洛特省的一个市镇，属于古尔东区（Gourdon）格拉马县（Gramat）。该市镇总面积25.28平方公里，2009年时的人口为435人。

## 人口
米耶尔人口变化图示